# Torneo de Birmingham 2017
El  Aegon Classic Birmingham 2017 fue un torneo de tenis femenino jugado al aire libre en césped. Esta fue la 36.ª edición del evento. Se llevó a cabo en el Edgbaston Priory Club de en Birmingham, Inglaterra, Reino Unido, entre el 19 y el 25 de junio de 2017.

## Cabezas de serie

### Individuales femenino
| Tenista             | Ranking | Preclasificada |
| Angelique Kerber    | 1       | 1              |
| Elina Svitolina     | 5       | 2              |
| Dominika Cibulková  | 6       | 3              |
| Johanna Konta       | 8       | 4              |
| Kristina Mladenovic | 13      | 5              |
| Garbiñe Muguruza    | 15      | 6              |
| Petra Kvitová       | 17      | 7              |
| Barbora Strýcová    | 20      | 8              |
| Daria Gavrilova     | 24      | 9              |

- Ranking del 12 de junio de 2017

### Dobles femenino
| Tenista                           | Ranking | Preclasificada |
| Lucie Šafářová Barbora Strýcová   | 12      | 1              |
| Abigail Spears Katarina Srebotnik | 38      | 2              |
| Gabriela Dabrowski Xu Yifan       | 42      | 3              |
| Ashleigh Barty Casey Dellacqua    | 51      | 4              |

## Campeonas

### Individual femenino
Petra Kvitová venció a  Ashleigh Barty por 4-6, 6-3, 6-2

### Dobles femenino
Ashleigh Barty /  Casey Dellacqua vencieron a  Hao-Ching Chan /  Shuai Zhang por 6-1, 2-6, [10-8]